# The Painted Lady
The Painted Lady er en amerikansk stumfilm fra 1912 af D. W. Griffith.

## Medvirkende
- Blanche Sweet.
- Madge Kirby.
- Charles Hill Mailes.
- Joseph Graybill.
- William J. Butler.